# Liste der Baudenkmäler in Nordhalben
Auf dieser Seite sind die Baudenkmäler in dem oberfränkischen Markt Nordhalben zusammengestellt. Diese Tabelle ist eine Teilliste der Liste der Baudenkmäler in Bayern. Grundlage ist die Bayerische Denkmalliste, die auf Basis des Bayerischen Denkmalschutzgesetzes vom 1. Oktober 1973 erstmals erstellt wurde und seither durch das Bayerische Landesamt für Denkmalpflege geführt wird. Die folgenden Angaben ersetzen nicht die rechtsverbindliche Auskunft der Denkmalschutzbehörde.

## Baudenkmäler nach Gemeindeteilen

### Nordhalben
| Lage | Objekt                                   | Beschreibung | Akten-Nr.              | Bild                   |
| --- | ---------------------------------------- | --- | ---------------------- | ---------------------- |
| Alte Marter (Standort) | Wegkapelle                               | Verschiefert, bezeichnet „1921“, mit Pietà des 18. Jahrhunderts Dieser Kapellenbau wurde 1921 von einem Nordhalbener gestiftet, der in den 1920er Jahren in die Vereinigten Staaten auswanderte. Das Bauwerk ist mit Kunstschiefer verkleidet und trägt ein helmartig geschweiftes, überstehendes Blechdach. An der Ostseite verschließt eine schmiedeeiserne Tür den Eingang zum Innenraum. Zur Ausstattung gehört ein gemauerter Blockaltar, der eine gefasste, figurale Pietà aus dem 18. Jahrhundert trägt.:106–107 | D-4-76-159-1 Wikidata  | Wegkapelle             |
| Kronacher Straße 7 (Standort) | Ehemaliges Amtshaus                      | Zweigeschossiger Sandsteinquaderbau mit Eckquaderung und verschiefertem Walmdach, 1746–1749 von Johann Jakob Michael Küchel | D-4-76-159-5 Wikidata  | weitere Bilder         |
| Kronacher Straße 8 (Standort) | Forstamt                                 | Zweieinhalbgeschossiger Walmdachbau mit flachen Seitenrisaliten und Schieferdeckung, 1857, mit verschiefertem Anbau mit Mansardwalmdach | D-4-76-159-18 Wikidata | Forstamt               |
| Kronacher Straße 12 (Standort) | Katholische Pfarrkirche St. Bartholomäus | Chorseitenturm mit Spitzhelm an eingezogenem Chor 16./17. Jahrhundert, Langhaus mit Satteldach 1858; mit Ausstattung | D-4-76-159-6 Wikidata  | weitere Bilder         |
| Bei Kronacher Straße 12 (Standort) | Nepomuk-Figur                            | Sandstein, zweite Hälfte 18. Jahrhundert Diese 190 cm hohe Sandsteinstatue des heiligen Johannes Nepomuk ruht auf einem Sockel aus Beton. In seinen Händen trägt der Heilige das Kruzifix und die Märtyrerpalme als Heiligenattribut. Die Statue wurde bereits mehrfach versetzt; sie stand ursprünglich am Gemeindebrunnen und wurde nach dessen Auflassung aufgrund einer Straßenverbreiterung an ihren heutigen Standort versetzt.:66 | D-4-76-159-6 Wikidata  | Nepomuk-Figur          |
| Kronacher Straße 14 (Standort) | Katholisches Pfarrhaus                   | Zweigeschossiger Sandsteinquaderbau mit Walmdach, Mitte 19. Jahrhundert | D-4-76-159-7 Wikidata  | Katholisches Pfarrhaus |
| Bei Kronacher Straße 48a (Standort) | Bildstock                                | Sandstein, Säule und eingerollter Aufsatz mit Bildnische, 17./18. Jahrhundert Der Sockel dieses Bildstocks wird von Voluten flankiert und trägt eine schlichte Säule. Der stichbogige Aufsatz, dessen Seiten geschwungen sind und in angedeuteten Voluten enden, wurde bei einer vor 1974 durchgeführten Restaurierung neu angefertigt. An seiner Stirnseite befindet sich eine rundbogige Bildnische, in die ursprünglich eine Terrakotta-Tafel mit einer Darstellung des heiligen Georg eingelassen war.:76 Nach 1974 wurde diese Keramiktafel, die im Laufe der Zeit beschädigt worden war, durch eine Darstellung der heiligen Katharina ersetzt. Das durch Witterungseinflüsse in Mitleidenschaft gezogene Flurdenkmal wurde im Jahr 2011 erneut renoviert. Ursprünglich stammt der Bildstock, der aus Kronacher Sandstein gefertigt wurde, wohl aus der Werkstatt desselben Steinmetzes wie das Flurdenkmal an der Straße nach Hubertushöhe. Beide weisen eine vergleichbare Formgebung auf und weichen damit deutlich von den über 200 anderen Bildstöcken im Landkreis Kronach ab. | D-4-76-159-8 Wikidata  | Bildstock              |
| Lobensteiner Straße 1 (Standort) | Hotel zur Post                           | Zweigeschossiger Sandsteinquaderbau mit Walmdach, drittes Viertel 19. Jahrhundert | D-4-76-159-9 Wikidata  | weitere Bilder         |
| Lobensteiner Straße 15 (Standort) | Gasthof Fetthans                         | Dreigeschossiger Sandsteinquaderbau im Stil des Münchner Klassizismus mit schiefergedecktem Walmdach, 1849 | D-4-76-159-10 Wikidata | Gasthof Fetthans       |
| Lobensteiner Straße, im Friedhof (Standort) | Holzkruzifix                             | Mit Kleeblattenden, im Kapellenhäuschen, 19. Jahrhundert | D-4-76-159-15 Wikidata | Holzkruzifix           |
| Bei Lobensteiner Straße 55 (Standort) | Wegkapelle                               | Verputzt, mit flachem Satteldach, 19. Jahrhundert An der Stirnseite dieses verputzten Kapellenbaus mit flachem Satteldach befindet sich ein spitzbogiger Eingang mit einem halbhohen Eisengitter. Im altarlosen Innenraum, der mit einem Kreuzgewölbe abschließt, befindet sich ein lebensgroßer Corpus Christi.:108–109 | D-4-76-159-12 Wikidata | Wegkapelle             |
| Schloßbergstraße 6 (Standort) | Wohnhaus, ehemaliges Gefängnis           | Dreigeschossiger Walmdachbau mit gefugten Tür- und Fensterrahmungen, Schieferdeckung, 1856 | D-4-76-159-13 Wikidata | weitere Bilder         |
| Schloßbergstraße 15 (Standort) | Katholische Kapelle Mariä Heimsuchung    | Chor dreiseitig geschlossen, Satteldach mit Giebelreiter, im Kern mittelalterlich, Erneuerungen 17. und 19. Jahrhundert; mit Ausstattung | D-4-76-159-14 Wikidata | weitere Bilder         |
| Straße nach Hubertushöhe, im Hellgothsgrund (Standort) | Bildstock                                | Sandstein, gebauchte Säule und eingerollter Aufsatz mit Bildnische, 17. Jahrhundert Der sich verjüngende Säulenschaft dieses Flurdenkmals ist glatt und schließt mit einem Ringwulst ab, der eine leicht überkragende Plattform für den Aufsatz des Bildstocks bildet. Der Aufsatz wird an seinen vier Ecken von kräftigen Voluten gerahmt. An der Stirnseite befindet sich eine rundbogige Bildnische mit einer Darstellung der Muttergottes mit dem Jesuskind, die Rückseite ist leer. Der Sockel des Flurdenkmals ist abgegangen; er wurde vermutlich wie der Aufsatz von ausgeprägten Voluten flankiert.:76–77 Der Bildstock wurde aus Kronacher Sandstein gefertigt und stammt wohl aus der Werkstatt desselben Steinmetzes wie das Flurdenkmal in der Kronacher Straße. Beide weisen eine vergleichbare Formgebung auf und weichen damit deutlich von den über 200 anderen Bildstöcken im Landkreis Kronach ab. | D-4-76-159-17 Wikidata | Bildstock              |
| Nordhalbener Ködel; Nordhalbener Ködelgrund; Stengelsgeräum; Von Nordhalben nach Tschirn; Distrikt Tschirner Wald; Fichteraweg; Wiesenweg; Distrikt Nordhalbener Seite; Hörsch (Standort) | Floßbach                                 | Typischer Floßbachabschnitt (Bruchsteinmauerbefestigung, Böschungspflaster, Holzabsturz, Stege) mit seltenen Querlassen und mit Brücke aus dem 19. Jahrhundert als Teil der alten Ortsverbindung Nordhalben–Tschirn | D-4-76-159-24 Wikidata | Floßbach               |

### Grund
| Lage                                   | Objekt                                  | Beschreibung | Akten-Nr.                        | Bild           |
| -------------------------------------- | --------------------------------------- | --- | -------------------------------- | -------------- |
| In Grund (Standort)                    | Evangelisch-lutherische Jubilate-Kirche | Einschiffiger Saalbau mit abgewalmtem Dach, eingezogener Chorturm mit verschieferter Zwiebel; neubarock, 1925; mit Ausstattung                                                             | D-4-76-159-21 Wikidata           | weitere Bilder |
| In Grund, auf dem Friedhof (Standort)  | Aussegnungshalle                        | Erdgeschossiger Walmdachbau, 1960er Jahre | D-4-76-159-21 zugehörig Wikidata | weitere Bilder |
| Von Grund nach Krögelsmühle (Standort) | Trichtersperre                          | Vorbereiteter Straßensprengschacht für den Verteidigungsfall, drei in regelmäßigem Abstand angeordnete, 5,5 Meter tiefe Sprengschächte je mit Eisenkreuzdeckel und Zündschlosskasten, 1984 | D-4-76-159-31                    | BW             |

### Ködelberg
| Lage                     | Objekt     | Beschreibung | Akten-Nr.             | Bild       |
| ------------------------ | ---------- | --- | --------------------- | ---------- |
| Bei Ködelberg (Standort) | Wegkapelle | Holzbau mit Giebeldach, 19. Jahrhundert Der Überlieferung nach soll diese Holzkapelle von einem Mann gestiftet worden sein, der auf der Straße am Ködelberg den Geldbetrag von 600 Mark fand. Er zeigte den Fund ordnungsgemäß bei den zuständigen Behörden an. Da niemand die Geldsumme als vermisst meldete, ging diese schließlich an den Finder; der Mann behielt das Geld jedoch nicht, da dies einem Volksglauben nach kein Glück bringen würde, sondern spendete es für den Bau der Kapelle.:112–113 | D-4-76-159-4 Wikidata | Wegkapelle |

### Mauthaus
| Lage | Objekt   | Beschreibung | Akten-Nr.              | Bild |
| --- | -------- | --- | ---------------------- | --- |
| Kaugelbach; Rodach; Distrikt Oberer Wald; Langenau; Pertschentalgraben; Rainersgrund; Von Wolfersgrün zur Langenauer Straße; Augrund; Langenauerbach; Distrikt Unterer Wald; Hahnenkamm; Rauhberg; Nähe Langenau (Standort) | Floßbach | Typischer Floßbach (Ausbau der Ufer in Stein: Böschungspflasterungen, Bruchsteinmauern und Reste einer Schrotverbauung; mit verschiedenen typischen Querverbauungen aus den 1920er/30er Jahren und kleineren Steinbrüchen an der Straße aus dieser Zeit; Fassung des Mündungsbereiches der Langenau in die Rodach mit Bruchsteinmauern) mit Floßteich mit steinerner Schleuse von 1835 und unterhalb davon gelegenem Verstärkungs-Floßteich | D-4-76-159-26 Wikidata | [[Vorlage:Bilderwunsch/code!/C:50.32541,11.52982!/D:Kaugelbach; Rodach; Distrikt Oberer Wald; Langenau; Pertschentalgraben; Rainersgrund; Von Wolfersgrün zur Langenauer Straße; Augrund; Langenauerbach; Distrikt Unterer Wald; Hahnenkamm; Rauhberg; Nähe Langenau, Floßbach!/\|BW]] |

### Neumühle
| Lage                  | Objekt                               | Beschreibung | Akten-Nr.                        | Bild           |
| --------------------- | ------------------------------------ | --- | -------------------------------- | -------------- |
| Neumühle 1 (Standort) | Ehemalige Schneidmühle               | Zweigeschossiger Halbwalmdachbau, Obergeschoss und Dachdeckung Schiefer, um 1800                                                                  | D-4-76-159-20 Wikidata           | weitere Bilder |
| Neumühle 1 (Standort) | Ehemalige Schneidmühle, Sägeschuppen | Erdgeschossiger, holzverschalter Satteldachbau; mit Ausstattung                                                                                   | D-4-76-159-20 zugehörig Wikidata | BW             |
| Neumühle 2 (Standort) | Ehemalige Bahnstation Dürrenwaid     | Ehemaliges Bahnhofsgebäude der Bahnstrecke Kronach–Nordhalben, erdgeschossiger, verbretterter Bau mit flachem, schiefergedecktem Satteldach, 1901 | D-4-76-159-22 Wikidata           | weitere Bilder |

### Stoffelsmühle
| Lage | Objekt   | Beschreibung | Akten-Nr.              | Bild |
| --- | -------- | --- | ---------------------- | --- |
| Oelsnitz; Rodach; Ölsnitz; Stoffelsmühle 10 b; Oelsnitzgrund; Stoffelsmühle; Bahnlinie Kronach–Nordhalben; Distrikt Oberer Wald; Markgraben; Steinbach; Augrund; Heinersgrund; Haltestelle Dürrenwaid; Mauthaus 3; Neumühle 2; Nähe Bahnhof; Stoffelsmühle 10; Neumühle 1; In Stoffelsmühle; Nähe Bahnlinie; Streitmühle; Kammerholz (Standort) | Floßbach | Typische Floßbachabschnitte mit Uferbefestigungen der Flusskorrektionen von 1900 und Schützenwehranlagen der Stoffelsmühle an Rodach und Ölsnitz aus den 1920er Jahren | D-4-76-159-25 Wikidata | [[Vorlage:Bilderwunsch/code!/C:50.35736,11.52679!/D:Oelsnitz; Rodach; Ölsnitz; Stoffelsmühle 10 b; Oelsnitzgrund; Stoffelsmühle; Bahnlinie Kronach–Nordhalben; Distrikt Oberer Wald; Markgraben; Steinbach; Augrund; Heinersgrund; Haltestelle Dürrenwaid; Mauthaus 3; Neumühle 2; Nähe Bahnhof; Stoffelsmühle 10; Neumühle 1; In Stoffelsmühle; Nähe Bahnlinie; Streitmühle; Kammerholz, Floßbach!/\|BW]] |

### Thomasmühle
| Lage                     | Objekt                                             | Beschreibung | Akten-Nr.                        | Bild           |
| ------------------------ | -------------------------------------------------- | --- | -------------------------------- | -------------- |
| Bahnhof 2 (Standort)     | Bahnhof Nordhalben, Empfangsgebäude                | Ehemaliger Endbahnhof der Bahnstrecke Kronach–Nordhalben, zweigeschossiger Krüppelwalmdachbau, Granitbruchstein mit Hausteingliederungen, 1901 | D-4-76-159-3 Wikidata            | weitere Bilder |
| Bahnhof 2 (Standort)     | Bahnhof Nordhalben, Lokschuppen                    | Zweiständiger Lokschuppen mit Satteldach, Granitbruchstein mit Hausteingliederungen, 1901                                                      | D-4-76-159-3 zugehörig Wikidata  | weitere Bilder |
| Bahnhof 2 (Standort)     | Bahnhof Nordhalben, Güterschuppen                  | Satteldach, Granitbruchstein mit Hausteingliederungen, 1901                                                                                    | D-4-76-159-3 zugehörig Wikidata  | BW             |
| Bahnhof 2 (Standort)     | Bahnhof Nordhalben, Nebengebäude                   | Erdgeschossig, flaches Walmdach, Granitbruchstein mit Hausteingliederungen, 1901                                                               | D-4-76-159-3 zugehörig Wikidata  | BW             |
| Thomasmühle 4 (Standort) | Ehemaliges Bahnbediensteten-Wohnhaus               | Zweigeschossiger Gruppenbau mit Walm- und Mansarddach, Fachwerkgiebel, überdachte Freitreppe, Heimatstil, 1904                                 | D-4-76-159-19 Wikidata           | BW             |
| Thomasmühle 4 (Standort) | Ehemaliges Bahnbediensteten-Wohnhaus, Nebengebäude | Erdgeschossiger Satteldachbau, verputzt | D-4-76-159-19 zugehörig Wikidata | BW             |

### Wetthof
| Lage                                                                       | Objekt        | Beschreibung | Akten-Nr.              | Bild          |
| -------------------------------------------------------------------------- | ------------- | --- | ---------------------- | ------------- |
| Wetthof 2, nahe der zur Staatsstraße 2207 führenden Stichstraße (Standort) | Marienkapelle | 19. Jahrhundert mit neugotischem Altar Bei dieser Kapelle handelt es sich um einen verputzten Steinbau mit blechgedecktem Satteldach. Über dem Rundbogen der Eingangstür befindet sich in Form eines Bandes der Spruch „GELOBT SEI JESUS CHRISTUS“. Zur Ausstattung gehört ein handwerklich gearbeiteter Holzaltar, der gotische und barocke Stilelemente vereint. Auf dem Altar steht eine Figur der Muttergottes mit dem Jesuskind. Die Kapelle soll von den Stiftern für die wohlbehaltene Heimkehr ihres Sohnes aus dem Zweiten Weltkrieg errichtet worden sein.:114–115 | D-4-76-159-16 Wikidata | Marienkapelle |

## Ehemalige Baudenkmäler
| Lage                                   | Objekt         | Beschreibung | Akten-Nr.     | Bild |
| -------------------------------------- | -------------- | --- | ------------- | ---- |
| Von Grund nach Krögelsmühle (Standort) | Trichtersperre | Vorbereiteter Straßensprengschacht für den Verteidigungsfall, drei in regelmäßigem Abstand angeordnete, 5,5 Meter tiefe Sprengschächte je mit Eisenkreuzdeckel und Zündschlosskasten, 1984 | D-4-76-159-31 | BW   |